# Lenartów Most
Lenartów Most – (Lenartowy Most ale także: w latach 1333–1370 Most, w roku 1442 parua Lenarthow mosth, w roku 1444 Lenarthowmosth, w latach 1470–1480 Lenarthow mosth) dziś nie istnieje, niegdyś niewielka osada położona nad rzeką Kamienną, między Dziurowem i Krzyżową Wolą (dokładne umiejscowienie nie jest możliwe).
Topografia i granice
W roku 1442 leży powiecie sandomierskim.

W roku 1444 graniczy z wsią Lipie.

Zaś w 1470–1480 graniczy z Dziurowem i Krzyżową Wolą (Długosz L.B.  t.III s.238, 414).
Najpierw własność szlachecka Odrowążów, od lat 1435–1441 klasztoru świętokrzyskiego. Były tu dwa doskonałe, obfitujące w ryby, stawy na rzece Kamiennej oraz kuźnica płacąca opactwu czynsz (Długosz L.B. s. 233-4).
W latach 1470–1480 z łanów kmiecych dziesięcina snopowa warta do 0,5 grzywny należy do biskupa krakowskiego (Długosz L.B. s. 234).